# Stadio El Toralín
El Toralín è lo stadio di calcio in cui gioca l'SD Ponferradina. Appartiene al Comune di Ponferrada ed è stato inaugurato il 5 settembre di 2000 con la partita tra Ponferradina e Real Club Celta de Vigo (0-2).
Lo stadio è stato ristrutturato una volta. Nel 2006, dopo la promozione Segunda Division B, tutte le tribune sono state ampliate per l'attuale capacità e furono riformate la scatola e le caselle di stampa. Attualmente riunisce le caratteristiche che la UEFA impone alle parti di contestare nelle competizioni internazionali.
La capienza ufficiale è di 8800 spettatori, tutti a sedere, con una affluenza media di 6.000 a 7.000 a match Segunda División B.
Questo stadio ha sostituito la precedente, noto per Fuentesnuevas, che a sua volta ha sostituito il primo terreno delL'SD Ponferradina noto come the "Santa Marta". Con la sua costruzione era destinata a dare spazio al Ponferradina all'interno degli sport urbani (Fuentesnuevas era lontano dal centro della città) e vicino agli impianti sportivi nella parte bassa della città di Ponferrada (arena al coperto, pista di atletica, piscine coperte, ecc.). È stato costruito nella zona detta Toralín, da cui il nome dello stadio.
Le dimensioni sono 105 × 70 m, l'UEFA lo ha adottato per le sue competizioni ufficiali. L'irrigazione è a spruzzo.
L'impianto dispone di una sala stampa, 10 cabine con radio indipendenti e insonorizzate, le piattaforme per le telecamere, situata all'interno della zona coperta tribuna, palestra, sala mensa e le autorità oltre a uffici, sale riunioni, spogliatoi, infermeria, lavanderia, ecc.